# Pacifique (groupe)
Pour les articles homonymes, voir Pacifique (homonymie).
Pacifique est un groupe de pop rock français, originaire de Toulouse, en Haute-Garonne. Il est formé à la fin des années 1980.
Il s'agissait d'un trio composé de la chanteuse Catherine Nozeran née Lajous dite Cathy Lajous (ou Cathy Nozeran) (née le 15 mars 1966 à Saint-Gaudens), et des frères musiciens Stéphane Després (né le 18 mars 1962 à Toulouse) et Christophe Després (né le 20 juin 1964 à Toulouse), auteurs et compositeurs des chansons du trio.
Leur principal tube, intitulé Quand tu serres mon corps (une langoureuse ballade sortie en 1989, qui leur a valu un disque d'or), fait partie des chansons culte des années 1980 en France. Pacifique fait partie des nombreux chanteurs et groupes toulousains des années 1980 tels que Images, Gold, Jean-Pierre Mader, Art Mengo et Pauline Ester.  Le groupe, faute de succès dans les années 1990, se dissout en 1994. Une compilation de leurs meilleurs titres est cependant sortie en 2003.

## Biographie

### Origines
En 1986, Cathy Lajous sort un premier 45 tours chez Charles Talar Records, intitulé Tout est littérature en face A et Fleur bleue en face B, sans succès.
La même année, Stéphane et Christophe Després composent, avec Jean-Louis Pujade, la musique du tube Les Démons de minuit du groupe Images, dont Christophe Després fait alors partie.
En 1987, Stéphane et Christophe Després forment un premier groupe nommé Alix, avec Philippe Mimouni et Henri Rousse. Ils sortent un 45 tours chez Carrere, intitulé Cœur sans adresse sur la face A et Goodbye is Forever sur la face B, sans succès.

### Débuts et succès
En 1988, Stéphane et Christophe Després rencontrent Cathy Lajous, et, ensemble, ils forment un nouveau groupe : Pacifique. Le trio sort en 1988 un premier 45 tours chez Carrere, intitulé Sur les ailes des alizés, qui ne connaît pas un grand succès. En 1989, Pacifique sort chez Vogue un deuxième 45 tours, Quand tu serres mon corps. Grâce à ce titre, Pacifique connaît enfin son heure de gloire : le tube atteint la 4e place du Top 50 en novembre 1989, et Pacifique reçoit un disque d'or.
En 1990, le groupe reste populaire avec un troisième titre Sans un remords, chez Vogue, classé au Top 50 à la 15e place en août 1990. Un quatrième titre, Another Love in L.A., se classe 40e à la fin 1990. Pacifique sort alors un premier album en 1991, intitulé California, accompagné d'un nouveau 45 tours : Quelque chose en toi. L'album comprend les quatre titres précédents. Un second album sort ensuite en 1994, intitulé Anges ou Démons. Il est accompagné d'un nouveau single, Il y a toujours quelque part. Mais la sortie de ce second album est un échec, ce qui entraine la fin de la collaboration artistique des trois membres de Pacifique.

### Post-séparation
En 1999, Cathy Lajous sort un single sous le pseudonyme de Katy Lucker, et intitulé 2000 mondes. La chanson est signée Stéphane et Christophe Després. Elle sort chez Scorpio sur le label Avant Garde mais celui-ci ferme une semaine après l'envoi du single aux radios. La même année, Stéphane et Christophe Després écrivent le titre Si je reviens sur mes pas pour la chanteuse kabyle Fezaa. En 2000, ils lui écrivent un deuxième single : Je te dirai goodbye.
En 2001, Cathy Lajous sort un nouveau single sous le pseudonyme de Kati, et intitulé À demi-frère. Composé par Stéphane et Christophe Després, ce single sort chez Columbia. Mais après un problème avec le pressage du mix et le contrat, et la grossesse de Cathy Lajous, c'est la chanteuse Ève Angeli qui finalement récupère la chanson et la sort en single, modifié pour l'occasion avec Michel Rostaing pour s'intituler Ma Prière. Mais Cathy Lajous participe au nouveau titre dans les chœurs. Le 24 janvier 2003, sort un album Best of Pacifique, reprenant 7 des 10 titres de l'album California et 6 des 10 titres de l'album Anges ou Démons. Le 27 octobre 2003, le chanteur pour enfant Thierry Gali sort un album intitulé Chocolat Ville sur lequel il reprend une chanson du groupe Pacifique intitulée Il y a toujours quelque part, modifiée en accord avec Stéphane et Christophe Després. Cathy Lajous y participe dans les chœurs, aux côtés d'Ysa Ferrer.
Le 2 février 2008, Cathy Lajous et Stéphane Després font une apparition sur le plateau de l'émission Récréadulte, sur la chaîne Direct 8. Ils y interprètent leur tube Quand tu serres mon corps au piano. Le 13 février 2009 à Quint-Fonsegrives, Cathy Lajous, Stéphane Després et Christophe Després reforment Pacifique pour une soirée de soutien au chanteur gravement malade Serge Guirao. Ils y chantent aux côtés de Émile et Images, Jean-Pierre Mader, Début de Soirée, Léopold Nord et Vous, Philippe Cataldo, Éric Morena, etc.

## Discographie

### Singles
- 1988 : Sur les ailes des alizés
- 1989 : Quand tu serres mon corps ( Or)
- 1990 : Sans un remords
- 1990 : Another Love in L.A.
- 1991 : Quelque chose en toi
- 1994 : Il y a toujours quelque part